# Vuelta Grande Airport
Vuelta Grande Airport är en flygplats i Bolivia.   Den ligger i departementet Chuquisaca, i den södra delen av landet, 300 km sydost om huvudstaden Sucre. Vuelta Grande Airport ligger 600 meter över havet.
Terrängen runt Vuelta Grande Airport är platt. Trakten runt Vuelta Grande Airport är nära nog obefolkad, med mindre än två invånare per kvadratkilometer..
I omgivningarna runt Vuelta Grande Airport växer i huvudsak lövfällande lövskog.